# Sint Anna (Groningen)
Sint Anna was een vrouwenklooster dat lag op de plek van het huidige Groningse Sint-Annen. Het klooster staat ook bekend als Klein Aduard.
Begin 14e eeuw lag op de plek van Sint-Annen een landgoed van de Friese edelvrouw Addyerth van Thyum, dat in de volksmond 'Inrahus' werd genoemd. Addyerth wilde graag een nonnenklooster stichten op haar landgoed en trad daartoe waarschijnlijk in contact met abt Frederik Gaykinga van het klooster van Aduard. In 1340 werd daarop het klooster Parve Adwerth (Klein Aduard) gesticht op Addyerts landgoed. In 1342 werd het klooster toegelaten tot de orde van de Cisterciënzers en in 1344 kreeg het toestemming van de paus om zich onder het 'patriarchaat' van het klooster van Aduard te laten stellen.
De naam Klein Aduard beviel echter niet en de bisschop van Munster wijdde het klooster daarom Sanctam Annam ter ere van de heilige Anna (de moeder van Maria) en verklaarde dat een ieder die het zo noemde een aflaat van 40 dagen kon verkrijgen. Het klooster wordt voor het eerst genoemd in een document uit ongeveer 1400. In een onbekend jaar werd het klooster verheven tot een abdij.
Het klooster werd omringd door een zware stenen ringmuur en een brede gracht. De ingang heette de Melckpoorte. Onderdeel van het klooster vormde een Latijnse school. Sint Anna was het enige Groningse nonnenklooster dat werd geleid door een abdis (= vrouwelijke abt). Gemiddeld woonden er zo'n 40 nonnen, die alleen binnen het klooster verbleven. Het was hen verboden zich buiten het klooster te begeven. Het werk op het land werd verricht door conversen (lekenbroeders) vanuit het Emmerwolder Voorwerk, dat onder het klooster viel. Ook voor de priester was er (volgens een oude oorkonde) een priesterhuis buiten het klooster. Het klooster bezat (waarschijnlijk in 1555) 1537 grazen land (ongeveer 770 ha), waaronder veenderijen bij Slochteren en Meeden. In 1356 verkreeg het klooster ook de parochierechten van Stedum, maar daar deed het later afstand van. Tevens bezat het klooster parochierechten in het dochterdorp Steerwolde, die in de 15e eeuw werden overgedragen aan het Olde Convent in Groningen. Volgens de kloosterkaart van Siemens behoorde ook de kerk van Oostbedumerwolde tot de bezittingen van het klooster.

## Plunderingen
In 1582 werd het klooster geplunderd door Spaanse soldaten onder leiding van Wiebrant van Goutum. De schade werd vergoed door de Spaanse koning door de spullen van deze rebellen verbeurd te verklaren en daarmee de geleden schade te vergoeden. Het mocht echter niet baten: In 1590 werd het klooster opnieuw overvallen, ditmaal door een bende geuzen die de aanwezige nonnen ontvoerden naar het Staatse Sneek. Monnik Theodorus Petri uit het klooster Klaarkamp bemiddelde en wist de nonnen tegen een hoge losprijs weer vrij te kopen.

## Nationalisatie
Bij de reductie in 1594 toen het klooster werd genationaliseerd door Stad en Lande woonden nog 11 nonnen en ook 3 monniken in het klooster. De provincie schonk de overgebleven nonnen tot hun dood alimentatie, die werd bekostigd vanuit de opbrengsten van de verkoop van de landerijen van het vroegere klooster, die toen een omvang hadden van ongeveer 918 hectare. In 1601 zat de provincie krap bij kas en werd de abdijkerk van Sint-Annen per opbod verkocht. Om dezelfde reden werden de daaropvolgende jaren ook de overige gebouwen van het klooster gestript en gesloopt. Een deel van het houtwerk werd gebruikt in het nieuwe Groninger Provinciehuis. In 1653 overleed de laatste non van het klooster, die twee huizen in Ten Boer naliet als armenhuizen voor de hervormde kerk. Van het klooster resteren alleen archeologische vondsten en het houtwerk in het oudste deel van het Provinciehuis.

## Dorp
Op de plek van het vroegere klooster ontstond een nederzetting met de naam Sint Anna, waarvan de naam later werd gewijzigd in Sint-Annen. 